# 松本義一
松本 義一（まつもと ぎいち、1964年3月2日 - ）は、日本の俳優、声優。東京俳優生活協同組合所属。

## 出演作品

### テレビ
- NNNニュースプラス1（ナレーション）
- 仮面ライダードライブ

### 吹き替え
- アート・オブ・ウォー
- ジャージー・デビル・プロジェクト
- ストーム・キャッチャー
- タイムトラベラー きのうから来た恋人（ロン）
- ニコラスの贈りもの
- 迷宮のレンブラント
- ヤング・ブラッド

### 舞台
- 國語元年
- 新・明暗
- 堕胎医
- きららの指輪たち
- わが町（進行係役）
- レンブラント・レイ〜ある帰還兵の物語〜
- 赤ん坊は申しぶんなく生まれた
- 近藤勇を斬った男
- アンチェイン・マイハート
- プロのお仕事
- 見果てぬ夢
- ミュージカル
  - 船乗りクプクプの冒険
  - あたし天使あなた悪魔
  - モグラたちの夢ゲリラ（主役）